# Megaerops niphanae
Megaerops niphanae — вид рукокрилих, родини Криланових, що мешкає в Індії, Таїланді і В'єтнамі.

## Поширення, поведінка
Записаний в діапазоні висот від 100 до 2100 м над рівнем моря в різних місцях проживання, включаючи незаймані ліси і сільськогосподарські угіддя, прилеглі до лісу. 